# Alois Hänisch

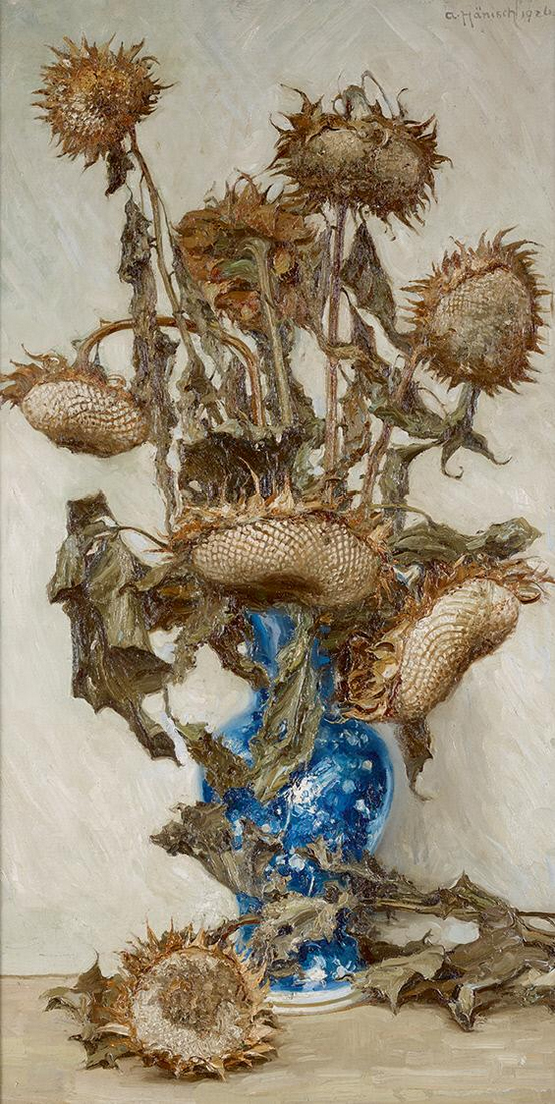
Verwelkte Sonnenblumen

Alois Hänisch (* 31. März 1866 in Wien; † 24. Oktober 1937 ebenda) war ein österreichischer Maler, Lithograf und Radierer.

## Leben
Hänisch war der Sohn eines Kaffeesieders. Nach einem Privatzeichenunterricht bei Ernst Juch studierte er seit 1881 an der Kunstgewerbeschule Wien bei Ludwig Minnigerode und an der Akademie der bildenden Künste Wien bei Christian Griepenkerl und Siegmund L’Allemand sowie seit dem 22. April 1885 an der Akademie der Bildenden Künste München bei Nikolaus Gysis und Ludwig von Löfftz.
Hänisch debütierte 1891 auf der XX. Jahresausstellung des Wiener Künstlerhauses mit dem Ölgemälde „Klostergarten im Herbst“. Er war 1897 Gründungsmitglied der Wiener Secession und blieb deren Mitglied lebenslang. Er zeigte seine Werke an vielen Kunstausstellungen: auf der Weltausstellung Paris 1900, an den Internationalen Kunstausstellungen München im Glaspalast 1892 und 1905, in Dresden 1901, Rom 1911, Amsterdam 1912, Düsseldorf 1913 und „Hundert Jahre österreichischer Kunst“ in Zürich 1918.